# Trois Fantômes à la plage
Pour plus de détails, voir Fiche technique et Distribution.
Trois Fantômes à la plage (titre original : The Spirit is willing) est un film américain de William Castle sorti en 1967.

## Synopsis
En Nouvelle-Angleterre, Ben et Kate Powell louent une maison au bord de la mer. Peu à peu, une série de phénomènes étranges se produisent dans la demeure. Ne croyant pas trop à la hantise de la maison, les Powell soupçonnent leur fils Steve de leur faire des farces…

## Fiche technique
- Titre original : The Spirit is willing
- Réalisation : William Castle
- Scénario : Ben Starr d'après le roman de Nathaniel Benchley
- Directeur de la photographie : Harold Stine
- Montage : Edwin H. Bryant
- Musique : Vic Mizzy
- Production : William Castle
- Genre : Comédie, film d'horreur
- Pays :  États-Unis
- Durée : 100 minutes (1 h 40)
- Date de sortie :
  - États-Unis : juillet 1967
  - France : 12 juin 1968

## Distribution
- Sid Caesar (VF : Dominique Paturel) : Ben Powell
- Vera Miles (VF : Nadine Alari) : Kate Powell
- Barry Gordon (VF : Dominique Collignon-Maurin) : Steve Powell
- John McGiver (VF : André Valmy) : l'oncle George
- Cass Daley : Felicity (Félicité en VF)
- Ricky Cordell (VF : Arlette Thomas) : Miles Thorpe
- Mary Wickes (VF : Madeleine Duhau) : Gloria Tritt
- Jesse White (VF : Richard Francœur) : Fess Dorple (Dorfell en VF)
- Robert Donner : Ebenezer
- Mickey Deems : Rabbit Warren
- Nestor Paiva (VF : Paul Villé) : le père de Felicity
- Doodles Weaver (VF : Jean Berton) : Booper Mellish
- Jay C. Flippen : Mother
- Jill Townsend (VF : Michelle Bardollet) : Jenny / Priscilla / Carol
- John Astin (VF : Gérard Hernandez) : Dr Frieden
- Byron Foulger (VF : Fred Pasquali) : le boutiquier